# Lektionen
Lektionen (im Original Lessons) ist ein Roman von Ian McEwan, der auf Englisch im Jahr 2022 und im selben Jahr auf Deutsch in der Übersetzung von Bernhard Robben im Diogenes Verlag erschien. Der Roman ist mit seinen 709 Seiten umfangreicher als McEwans frühere. Die erzählte Zeit umfasst hauptsächlich die – allerdings nicht abgeschlossene – Lebenszeit der Hauptperson Roland Baines, der 1948 geboren ist. Bereits hier lassen sich in der Erzählung autobiographische Züge wiedererkennen, die nach McEwans eigener Schätzung ungefähr 25 Prozent ausmachen.

## Inhalt
Roland Baines, als Barpianist, Tennislehrer und Dichter gleichermaßen wenig erfolgreich, sitzt mit seinem sieben Monate alten Sohn Lawrence in einem Schaukelstuhl und versucht zu schlafen. Seine Gedanken schweifen von der Gegenwart zurück in seine Kindheit und Jugend. Gerade hat ihn seine Frau Alissa verlassen. Es ist das Jahr 1986, die Katastrophe von Tschernobyl hat sich ereignet und Roland dichtet alle Ritzen und Spalten seines heruntergekommenen Hauses ab, um ein Eindringen der giftigen Wolke in sein und des Kindes Leben zu verhindern. Die Polizei ist über Alissas Verschwinden verständigt worden. Alissa hat eine Mitteilung auf dem Kopfkissen hinterlassen, worin sie ihn auffordert, nicht zu versuchen, sie zu finden und schickt insgesamt vier gleichlautende Ansichtskarten aus Dover, Paris, Straßburg und München. Da Alissa zunächst nicht gefunden werden kann, steht Roland im Verdacht, seine Frau beseitigt zu haben. 
Alissas Mutter Jane, eine gebürtige Engländerin, lebt mit ihrem deutschen Ehemann in Liebenau. Sie hatte einst ihre Pläne, als Journalistin und Publizistin Karriere zu machen, zugunsten der Ehe mit dem Deutschen aufgegeben, da er in einem indirekten Kontakt zu Mitgliedern der  Weißen Rose gestanden hatte, was ihr imponierte. Über ihre anfängliche Arbeit in Deutschland und den langjährigen Prozess der Erkenntnis, dass ihr Mann sich zu einem gebieterischen Langweiler entwickelte, führte sie ausführliche Tagebücher, die sie ihrer schwangeren Tochter kurz vor deren Eheschließung mit Roland schenkt.
Rolands Vater ist beim Militär und wird immer wieder versetzt. Seine ersten Lebensjahre hat Roland deshalb in Singapur und Libyen verbracht. Die zwei älteren Kinder seiner Mutter kannte Roland zunächst nicht. Er erinnert sich nun an den Teil seiner Kindheit, als seine Eltern ihn in einem englischen Internat zurücklassen, wo er ab dem Alter von 11 Jahren viele Jahre verbringen wird. Der einzige Wunsch des Vaters für Roland ist, dass er im Internat Klavierspielen lernen soll. Privatstunden bei Miriam Cornell werden verabredet. Rolands Interesse am Klavierspielen ist zunächst nicht besonders ausgeprägt. Seine Lehrerin ist streng, sie schlägt ihn auf die Finger und kneift ihn in den Oberschenkel, wenn er falsch spielt. Dabei verirren sich ihre Finger bis unter den Rand seiner Unterhose, sie begrapscht und küsst ihn, was ihn beschämt und wütend macht. Schließlich beendet Miriam ihren Auftrag als Lehrerin für Roland und übergibt ihn einem anderen Klavierlehrer. Doch lädt sie ihn zu sich nach Hause zum Mittagessen ein, eine Einladung, der er erst Jahre später folgt.
Er ist 14 Jahre alt, die Kubakrise ist heraufgezogen, als er zu ihr nach Hause fährt, und ihrer unersättlichen Lust und Sexualität verfällt. Diese Erlebnisse sind ihm anfänglich nicht unangenehm, obwohl sie ihn zur Vernachlässigung der Schularbeit führen und seine Versetzung gefährden. Miriam tarnt die vielen Besuche und Aufenthalte des Jungen bei ihr zeitweilig als Klavierstunden und Proben für ein Konzert, bei dem sie vierhändig spielen.
Roland beendet die destruktive Beziehung, als Miriam ihn bei sich zu Hause einschließt, seine Kleidung und sein Fahrrad versteckt, ihn zwingt, nur noch einen Schlafanzug zu tragen und versucht, ihn zur Ehe zu zwingen. Sie beschafft die nötigen Papiere für beide und Fahrkarten nach Schottland, wo das Alter für eine Eheschließung niedriger ist als in England. Er flüchtet und verlässt auch die Schule ohne Abschluss.
Im zweiten Teil des Romans wird der Hintergrund der im ersten angedeuteten Themen durch Erzählung und Gestaltung vieler Einzelheiten vertieft. Über die Auswirkungen des sexuellen Missbrauchs durch Miriam ist sich Roland nicht im Klaren. Er führt ein wildes, zügelloses Leben, hat Verhältnisse mit vielen Frauen, verdient seinen Lebensunterhalt mit Jobs, scheint nichts im Leben richtig ernst zu nehmen und nichts auf längere Dauer anzulegen. Alissa ist seine Deutschlehrerin, als er sie kennenlernt, und erst später entsteht eine leidenschaftliche Liebesbeziehung zwischen ihnen. Miriam verschwindet nie völlig aus seinem Gedächtnis und er ist auch nicht fähig zu entscheiden, ob ihm dieses Verhältnis geschadet oder gut getan hat.
Die Polizei interessiert sich weiter für Alissas Verschwinden und behält den Verdacht, dass Roland etwas damit zu tun gehabt hat. Roland begibt sich auf die Reise nach Deutschland, um nach Alissa zu suchen. Der kleine Lawrence bleibt in dieser Zeit bei Daphne, der Frau von Peter, mit denen er und Alissa eng befreundet sind. Sie haben selbst drei kleine Kinder. Im unbeschreiblichen Gewirr und Gewimmel der Wendetage in Berlin 1989 trifft Roland auf Alissa im Café Adler, wo sie mit ihrem Verleger sitzt. Sie hat einen Roman geschrieben, der sie berühmt und zu einer erfolgreichen Schriftstellerin machen wird. Roland und Lawrence hat sie verlassen, um sich an ihrem Plan, dieses zu erreichen, nicht hindern zu lassen. Bedauernd muss Roland zugeben, dass der Roman hervorragend ist. In seiner Niedergeschlagenheit, Versteinerung, Verzweiflung versucht Roland, zurück in England, Miriam wieder aufzufinden, was ihm aber nicht gelingt, da sie von ihrer alten Adresse an unbekannten Ort verzogen ist.
Roland verfolgt die Karriere seiner Frau aus der Ferne. Ihr Verleger schickt ihm Kritiken und andere Artikel über Alissa, die Roland in einem Album sammelt. Im Lauf der Zeit wird aus Daphne und Roland ein Paar, Peter hat sie nämlich verlassen. Sie sind glücklich miteinander, Roland kann sich aber zu einer Ehe mit ihr nicht entschließen. Seit einiger Zeit schickt Alissa Geld für den Unterhalt von Lawrence, der sie gerne treffen möchte. Das aber verbittet sie sich nachdrücklich.
Rolands Vater stirbt. Im Zusammenhang mit seinem Besuch bei der Mutter wegen der Beerdigung treffen sich die Geschwister. Ein weiterer Bruder ist aufgetaucht, und Rolands Familienverhältnisse werden jetzt genau beschrieben und erklärt. Als Roland von der Beerdigung zurückkommt, ist Daphne ausgezogen, sie hat ihn verlassen. Peter ist zu ihr zurückgekommen. Lawrence sucht seine Mutter in Deutschland auf, sie aber behandelt ihn kalt und abweisend und gestattet keinen Kontakt.
Erneut interessiert sich die Polizei für Roland, diesmal aber, weil eine Notiz in den zu seinem Fall gehörenden Dokumenten darauf hindeutet, dass an ihm sexueller Missbrauch vollzogen worden ist. Roland weigert sich, der Polizei weiterzuhelfen, ist aber verwirrt infolge der neuartigen Problemformulierung. Erst jetzt macht er sich Gedanken über die Krankhaftigkeit der Verbindung zwischen Miriam Cornell und ihm, ihrem zehn Jahre jüngeren Schüler und wie, wenn überhaupt, sie sein Leben beeinflusst und gesteuert hat. Die Polizei will am Ball bleiben, die Zeiten haben sich geändert, sexueller Missbrauch von Minderjährigen, zumal von Jungen, wird heute anders beurteilt als zu der Zeit, als er stattgefunden hat. Nun unternimmt Roland einen erneuten Versuch, mit Miriam in Kontakt zu kommen und findet sie schließlich, ganz in der Nähe. Als er zu der telefonisch vereinbarten Klavierstunde zu ihr kommt, tut sie zuerst so, als würde sie ihn nicht wiedererkennen. Sie stellen sich gegenseitig zur Rede und er verlangt eine Erklärung für die damaligen Ereignisse. Nach anfänglichem Widerstand gibt sie ihre Schuld an den damaligen Handlungen zu, wobei die damals gekauften Fahrkarten zur Heirat in Schottland, die Roland die ganze Zeit aufbewahrt hat, eine Rolle spielen. Roland wird Miriam nicht anzeigen, verzeiht ihr aber auch nicht. Er lässt alles auf sich beruhen.
Im dritten Teil des Romans werden die Schicksale der beteiligten Haupt- und Nebenpersonen weiter verfolgt. Die Älteren werden krank und sterben, oft in hohem Alter, die Jüngeren werden erwachsen, suchen und finden ihre Plätze in Berufen und an eigenen Wohnorten, gehen Verbindungen ein und werden selbst Eltern. Daphne wird von Peter zum zweiten Mal verlassen und Roland und sie werden aufs Neue ein Paar, heiraten und sind leidenschaftlich und innig ineinander verliebt. Daphne erkrankt schwer an Krebs und stirbt. Roland trauert lange um sie. Trost schenkt ihm besonders die Tochter von Lawrence, der mit seiner deutschen Frau in Potsdam lebt. Die neunjährige Stefanie fragt ihn nach seinem Leben und hört ihm zu, erzählt von ihrem eigenen Leben und nimmt ihn fürsorglich an die Hand, wenn ihm schwindlig ist.

## Rezensionen
- Gregor Dotzauer: Ein König im Reich des Verfalls, Zeit vom 16. Oktober 2022
- Andrea Gerk: Ian McEwan fragt, was uns im Leben prägt, NDR vom 2. Oktober 2022